# Бажанешти (Арђеш)
Бажанешти (рум. Băjănești) насеље је у Румунији у округу Арђеш у општини Бабана. Oпштина се налази на надморској висини од 406 m.

## Становништво
Према подацима из 2002. године у насељу је живело 37 становника, од којих су сви румунске националности.